# 印第安敦 (佛羅里達州)
印第安敦（英語：Indiantown）是位於美國佛羅里達州馬丁縣的一個村落。

## 地理
印第安敦的座標為27°02′00″N 80°28′00″W / 27.03333°N 80.46667°W，而該地最高點為海拔高度10米（即33英尺）。

## 人口
根據2010年美國人口普查的數據，印第安敦的面積為15.50平方千米，當中陸地面積為15.50平方千米，而水域面積為0.00平方千米。當地共有人口6083人，而人口密度為每平方千米392人。